# Bythitidae

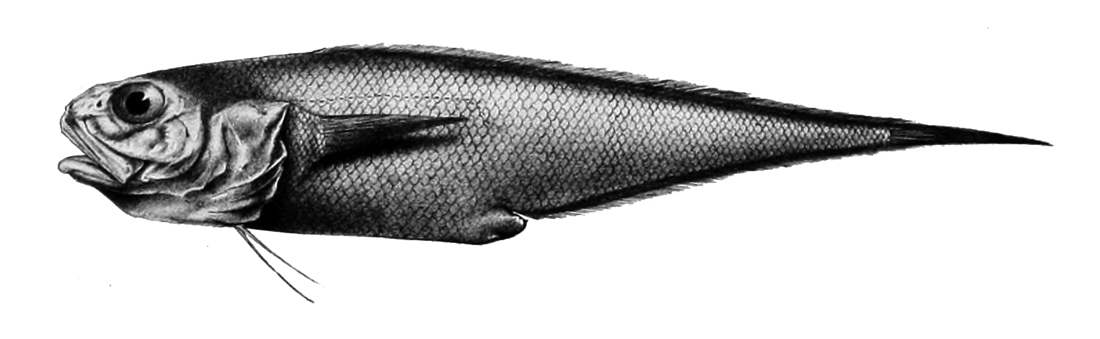
Diplacanthopoma raniceps.

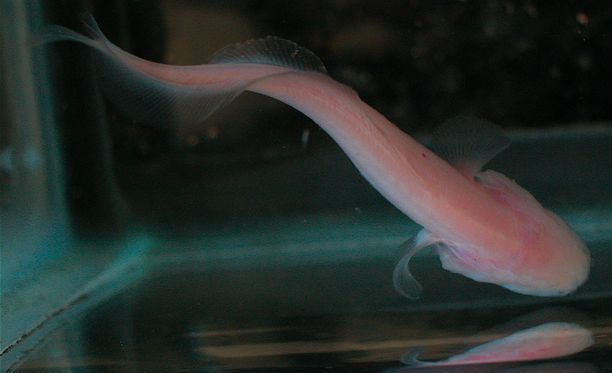
Typhliasina pearsei.

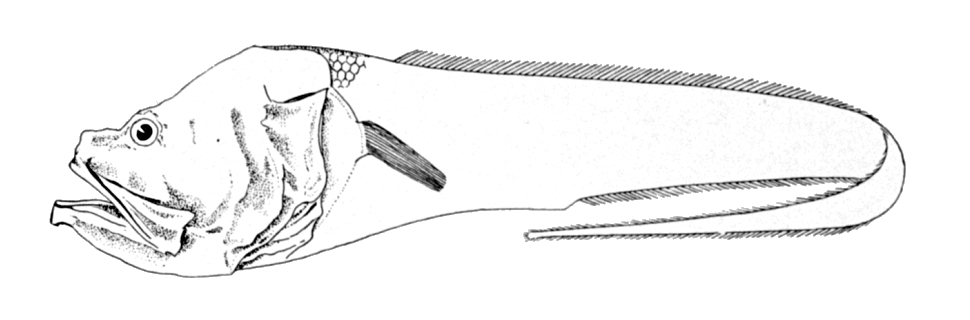
Hephthocara simum.

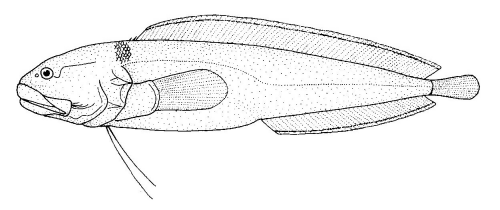
Bidenichthys consobrinus.

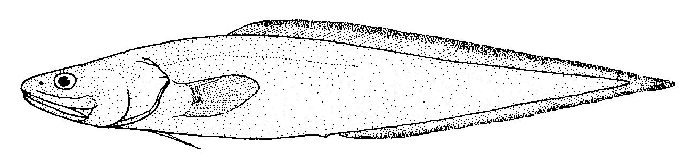
Cataetyx messieri.

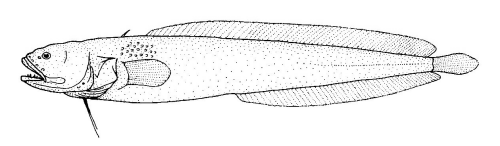
Dermatopsis macrodon.

Las brótulas vivíparas son la familia Bythitidae de peces incluida en el orden Ophidiiformes, distribuidos por el océano Atlántico, Índico y Pacífico; son principalmente marinos, aunque algunas raras especies se encuentran en aguas dulces. Su nombre procede del griego bythios, que significa en el fondo.
La piel generalmente tiene escamas; presentan vejiga natatoria; el opérculo presenta generalmente una fuerte espina.

## Viviparismo
Los machos presentan un órgano copulador escondido en una cavidad situada en el vientre del cuerpo, con el que fecundan a las hembras en cuyo interior se desarrollan los embriones, que tras eclosionar salen nadando del cuerpo de la madre.

## Géneros
Existen unas 212 especies agrupadas en los 53 géneros siguientes:
- Subfamilia Bythitinae:
  - Acarobythites Machida, 2000
  - Anacanthobythites Anderson, 2008
  - Bellottia Giglioli, 1883
  - Bythites Reinhardt, 1835
  - Calamopteryx Böhlke y Cohen, 1966
  - Cataetyx Günther, 1887
  - Diplacanthopoma Günther, 1887
  - Ematops Schwarzhans y Nielsen, 2011
  - Grammonus Gill, 1896
  - Hastatobythites Machida, 1997
  - Hephthocara Alcock, 1892
  - Microbrotula Gosline, 1953
  - Ogilbichthys Møller, Schwarzhans y Nielsen, 2004
  - Parasaccogaster Nielsen, Schwarzhans y Cohen, 2012 
  - Pseudogilbia Møller, Schwarzhans y Nielsen, 2004
  - Pseudonus Garman, 1899
  - Saccogaster Alcock, 1889
  - Stygnobrotula Böhlke, 1957
  - Thalassobathia Cohen, 1963
  - Thermichthys Nielsen y Cohen, 2005
  - Timorichthys Nielsen y Schwarzhans, 2011
  - Tuamotuichthys Møller, Schwarzhans y Nielsen, 2004
- Subfamilia Brosmophycinae:
  - Alionematichthys Møller y Schwarzhans, 2008
  - Beaglichthys Machida, 1993
  - Bidenichthys Barnard, 1934
  - Brosmodorsalis Paulin y Roberts, 1989
  - Brosmolus Machida, 1993
  - Brosmophyciops Schultz, 1960
  - Brosmophycis Gill, 1861
  - Brotulinella Schwarzhans, Møller y Nielsen, 2005
  - Dactylosurculus Schwarzhans y Møller, 2007
  - Dermatopsis Ogilby, 1896
  - Dermatopsoides Smith, 1948
  - Diancistrus Ogilby, 1899
  - Didymothallus Schwarzhans y Møller, 2007
  - Dinematichthys Bleeker, 1855
  - Dipulus Waite, 1905
  - Eusurculus Schwarzhans y Møller, 2007
  - Fiordichthys Paulin, 1995
  - Gunterichthys Dawson, 1966
  - Lapitaichthys Schwarzhans y Møller, 2007
  - Lucifuga Poey, 1858
  - Majungaichthys Schwarzhans y Møller, 2007
  - Mascarenichthys Schwarzhans y Møller, 2007
  - Melodichthys Nielsen y Cohen, 1986
  - Monothrix Ogilby, 1897
  - Nielsenichthys Schwarzhans y Møller, 2011
  - Ogilbia Jordan y Evermann, 1898
  - Paradiancistrus Schwarzhans, Møller y Nielsen, 2005
  - Porocephalichthys Møller y Schwarzhans, 2008
  - Typhliasina Whitley, 1951 
  - Ungusurculus Schwarzhans y Møller, 2007
  - Zephyrichthys Schwarzhans y Møller, 2007